# Distrito de Yadgir
Yadgir (en canarés; ಯಾದಗಿರಿ ಜಿಲ್ಲೆ ) es un distrito de India, en el estado de Karnataka . 
Comprende una superficie de 5273 km².
El centro administrativo es la ciudad de Yadgir.

## Demografía
Según censo 2011 contaba con una población total de 1 172 985 habitantes.